# 太音传习
《太音传习》，古琴谱。明代嘉靖三十一年李仁撰辑.

## 琴谱版本
现存版本为中国国家图书馆藏本，周桂山刻本。

## 琴谱内容
琴谱包含五卷。一卷为资料部分卷前序、操缦引、弹琴論、上弦法、左右手指法、二卷至五卷为琴曲部分。代表性的琴曲《高山》、《流水》、《酒狂》、《阳春》等名曲均收录于其中。